# Gmina Monroe (hrabstwo Benton)

Położenie Gminy Monroe w hrabstwie Benton

Gmina Monroe (ang. Monroe Township) – gmina w USA, w stanie Iowa, w hrabstwie Benton. Według danych z 2000 roku gmina miała 259 mieszkańców.